# Hood (portal internetowy)
Hood.de – niemiecka platforma e-handlu działająca na terenie krajów niemieckojęzycznych. Platforma została założona w 1999 roku i rozpoczęła działalność jako darmowy serwis aukcyjny 25 października 2000.

## Historia
W listopadzie 2012 roku Hood Media GmbH złożyła pozew przeciwko „klauzuli parytetu cenowego” Amazona, walcząc o bardziej uczciwe warunki rynkowe. W czerwcu 2017 roku sieć domów towarowych Karstadt, wraz z austriacką firmą macierzystą Signa Retail, przejęła większość udziałów w Hood.de.
W maju 2019 roku Hood.de nawiązało współpracę z Klarną, dzięki czemu klienci zyskali możliwość płatności ratalnych oraz na fakturę. Rok później, w 2020 roku, zgodnie z rejestrem sądowym, siedziba przedsiębiorstwa została przeniesiona z Düren do Kolonii.
Od początku 2023 roku Hood.de stało się platformą neutralną pod względem emisji CO
2. W czerwcu 2023 roku na Hood.de sprzedawało niecałe 5 tys. sprzedawców.